# Anabarilius polylepis
Anabarilius polylepis är en fiskart som först beskrevs av Regan, 1904.  Anabarilius polylepis ingår i släktet Anabarilius och familjen karpfiskar. IUCN kategoriserar arten globalt som starkt hotad. Inga underarter finns listade i Catalogue of Life.